# Polismördaren (roman)
Polismördaren är en kriminalroman av paret Sjöwall Wahlöö som utkom 1974. Romanen har filmatiserats med Gösta Ekman i rollen som Martin Beck. Boken är den nionde och näst sista i Sjöwall Wahlöös serie "Roman om ett brott".

## Handling
En kvinna försvinner i den skånska orten Anderslöv och eftersom hennes granne Folke Bengtsson tidigare dömts för mordet på en amerikansk turist, Roseanna McGraw, kallas Martin Beck till platsen. Efter en tid hittas kvinnans kropp i en dypöl och Folke Bengtsson häktas misstänkt för mordet. Kort därefter blir en polispatrull inblandad i en skottväxling med två unga inbrottstjuvar; en av tjuvarna dödas och poliserna skadas allvarligt. När en av poliserna senare avlider inleds en intensiv polisjakt på den överlevande tjuven som flytt till Stockholm.
På grund av en tilltagande antipati gentemot polisväsendet och dess militarisering begär Martin Becks närmaste man Lennart Kollberg avsked från polismyndigheten i denna bok i serien.